# Paon de nuit de Lucas
Saturnia atlantica
Espèce
Le Paon de nuit de Lucas, Saturnia atlantica, est une espèce de lépidoptères (papillons) de la famille des Saturniidae, de la sous-famille des Saturniinae et du genre Saturnia.
- Répartition : Maghreb.
- Envergure du mâle : 52 à 58 mm.
- Période de vol : de mars à mai.
- Habitat : forêts et prairies jusqu’à 1 200 m.
- Plantes hôtes : de nombreuses espèces parmi les genres Fraxinus, Olea et Alnus.

## Source
- P.C. Rougeot, P. Viette, Guide des papillons nocturnes d'Europe et d'Afrique du Nord, Delachaux et Niestlé, Lausanne 1978.